# Saverio Scrofani
Saverio Scrofani est un historien et économiste sicilien né le 21 novembre 1756 à Modica, royaume de Sicile, et mort le 7 mars 1835 à Palerme, royaume des Deux-Siciles.

## Biographie
Saverio Scrofani naquit le 21 novembre 1756, à Modica, royaume de Sicile, et fut élevé par un de ses oncles maternels, Giovanni Battista Alagona, évêque de Syracuse. Il se destinait à la carrière des autels et prit en effet les ordres sacrés; mais il n’exerça jamais aucune fonction du saint ministère, et il semble même que par la suite, il cessa de porter l’habit ecclésiastique. À l’âge de trente ans, il alla visiter l’Italie et s’arrêta particulièrement à Florence, où il se lia entre autres avec le chanoine Andrea Zucchini, directeur du jardin expérimental d’agriculture. Il vint ensuite à Paris et se mit en rapport avec Raynal, dont il avait étudié les ouvrages, et avec Rozier, auteur du Dictionnaire d’agriculture. Témoin des événements qui préparèrent et firent éclater la révolution, il en suivit les phases avec la plus grande attention, et lorsqu’en 1791 il eut quitté la France pour retourner à Florence, il se hâta de publier dans cette dernière ville une brochure intitulée Tous ont tort, ou Lettres à mon oncle sur la révolution française. Ce livre, écrit avec beaucoup de modération et de convenance, fit une grande sensation. Deux autres ouvrages sur des sujets d’économie politique, qu’il publia successivement, lui valurent d’être admis à l’Académie de la Crusca et d’être appelé à Venise, où il fut d’abord nommé professeur d’agriculture, puis surintendant général de l’agriculture et du commerce avec le Levant, fonctions qui l’obligèrent à un long voyage pour recueillir sur les lieux même les renseignements nécessaires. Ce fut ainsi qu’il visita tour à tour l’Archipel, la Morée, l’Asie Mineure, l’Anatolie, la Syrie et l’Égypte. À son retour, il écrivit la relation de son voyage. Elle a reçu les plus grands éloges de Chateaubriand, dans la préface de l’Itinéraire, et de Malte-Brun, dans sa Géographie. Lorsque Napoléon retrancha Venise du nombre des nations, Scrofani vint se fixer à Paris et y fut nommé membre correspondant de l’Institut. Il y reprit avec ardeur ses études favorites et publia plusieurs ouvrages qui ajoutèrent à sa réputation d’historien et d’économiste. En 1809, il rentra dans le royaume de Naples ; mais tant que Murat resta sur le trône, il n’obtint aucun emploi. Ce fut probablement à cet oubli, qui ressemblait à une disgrâce, que Scrofani dut d’être nommé, en 1814, par le roi Ferdinand, directeur de la statistique et du recensement. Il conserva cet emploi jusqu’en 1822 ; mais à cette époque il fut mis à la retraite à cause de la sympathie qu’il avait montrée pour les idées constitutionnelles pendant le peu de temps qu’elles avaient triomphé dans le royaume. Il se retira alors à Palerme, et il ne cessa de s’occuper des études qui avaient fait sa gloire jusqu’à sa mort, le 7 mars 1835.

## Œuvre
- Tous ont tort, Florence, 1791, in-8°, sans nom d’auteur. Ce livre est, comme nous l’avons dit, une histoire et une appréciation des événements survenus en France pendant les années 1788, 1789 et 1790. Les faits y sont racontés avec la plus scrupuleuse vérité et jugés avec la sagacité d’un homme qui voit les choses de haut et ne se passionne pour aucun parti. Son livre fut traduit en français, puis réimprimé en italien avec quelques additions ; mais il nous a été impossible de vérifier ce fait, malgré l’opiniâtreté de nos recherches. Peut-être cette traduction a-t-elle paru en Suisse ou en Italie même, ce qui aura empêché qu’elle parvînt à la connaissance de notre savant bibliographe Quérard.
- Essai sur le commerce en général des nations de l’Europe, avec un aperçu sur le commerce de la Sicile en particulier, Venise, 1792, in-8° ; traduit en français, Paris, 1802, in-8°. Le ministre Roland avait aussi commencé une traduction de cet opuscule, mais il n’eut pas le temps de l’achever. La seconde partie avait paru séparément sous le titre de Bilan du commerce de la Sicile fondé sur une observation décennale de 1773 à 1782, et tiré des registres des douanes de l’Europe.
- La Vraie Richesse de la campagne, ou Cours d’agriculture, Venise, 1793, t. 1er, in-8° ;
- Réflexions sur les subsistances, tirées de faits observés en Toscane. Elles furent imprimées à Florence, en 1795, à la suite de la Comparaison de la richesse, etc., du sénateur Matteo Biffi Tolomei. Aux Réflexions il faut ajouter un Mémoire sur la liberté du commerce des grains, que Scrofani avait présenté au roi de Naples pour lui prouver que la liberté absolue du commerce était la meilleure garantie de la prospérité agricole de la Sicile.
- Voyage en Grèce, fait en 1794 et 1795, avec la relation de l’état actuel de l’agriculture et du commerce des îles vénitiennes, de la Morée et de la basse Romélie, Londres, 1799- 1800, 3 vol. in-8°. Scrofani commence par peindre la Grèce telle qu’elle était à l’époque de son voyage, et il décrit tous les monuments qu’elle possédait encore. Le troisième volume est tout entier consacré à la statistique commerciale et agricole, et présente tous les détails qu’on devait attendre d’un voyageur aussi consciencieux. Cet ouvrage a été traduit en français par J.-F.-C. Blanvillain, Paris, 1861, 3 vol. in-8°.
- Sur la valeur et la transmission des biens immeubles en Europe, depuis la découverte de l’Amérique ;
- une description des Fêtes de Vénus, que Quérard, trompé par la Biographie des contemporains, a prise à tort pour une nouvelle.
- Mémoires sur les beaux-arts, dédiés au chevalier Ennius Quirinus Visconti, 1800, 2 vol. in-8° ;
- la Guerre des esclaves en Sicile du temps des Romains, suivie de la guerre des trois mois, Paris, 1806, in-8° ; traduite en français par J. Naudet, 1807, in-8°. La guerre contre les esclaves de Sicile est une des plus longues et des plus terribles qu’ait eu à soutenir le peuple romain, car elle dura plus de vingt ans et coûta un million d’hommes à la république. On n’avait cependant sur ces événements que des relations sommaires et incomplètes ou des fragments épars dans Dion Cassius, Diodore de Sicile, Valerius, Athénée, Tacite et quelques autres. Scrofani a comblé les lacunes. Il a rassemblé, classé, analysé et éclairci par la confrontation tous les passages qu’il a pu trouver dans les historiens, et avec ces matériaux il est parvenu à former une histoire dans laquelle il explique et développe avec clarté les causes, les commencements, les progrès et la fin de ces guerres longues et dévastatrices. Quant à la Guerre des trois mois, c’est le récit de la campagne d’Austerlitz.
- Mémoire sur un vase étrusque (en français), lu à l’Institut et imprimé dans le Moniteur de 1806, p. 236; — autre mémoire sur le même sujet, aussi inséré dans le Moniteur, année 1809, p. 1099 et 1892 ;
- Mémoire sur les poids et mesures d’Italie, comparés au système métrique de France, Paris, 1808, in-8°. Ce travail avait été demandé à l’auteur par le ministre de l’intérieur.
- Lettre sur un paysage de Claude Lorrain, Naples, 1809, in-8° ;
- Parallèle des dames françaises et italiennes, Gynopoli (Naples), 1810, in-8° ;
- De la domination des étrangers en Sicile, Palerme, 1823, in-8° ; réimprimé à Paris, l’année suivante. L’auteur, dans cette histoire, remonte aux temps les plus reculés et s’arrête au règne de Charles III d’Espagne.
- Mémoires d’économie politique, Pise, 1826, in-8°. On a réuni sous ce titre : Opuscule sur la liberté du commerce, les Réflexions dont nous avons déjà parlé et deux écrits qui ont pour objet, l’un le système des impôts dans l’antiquité et dans les temps modernes, l’autre des considérations sur les manufactures de l’Italie. On doit encore à Scrofani une notice sur l’astronome Giuseppe Piazzi et un éloge du grand-duc de Toscane Léopold, qui depuis parvint à l’empire.